# Paul Denyer
Paul Charles Denyer (* 14. April 1972 in Sydney), zwischenzeitlich Paula Denyer, ist ein australischer Serienmörder, der eine dreifache, lebenslange Freiheitsstrafe von je 30 Jahren im HM Prison Barwon verbüßt. Er wurde für seine im Jahr 1993 begangenen Morde an Elizabeth Stevens (18), Debbie Fream (22) und Natalie Russell (17 Jahre alt) in Frankston, Victoria, verurteilt.
Denyer wurde bekannt als Frankston Killer, nachdem er seine Verbrechen in Frankston und umliegenden Nachbarorten begann.   
Sein Fall wurde in der Pilotfolge der Seven Network Krimiserie Forensic Investigators thematisiert. Während seiner Haft hatte er sich offiziell als Frau identifiziert, hat dies inzwischen aber wieder rückgängig gemacht.

## Morde
Denyer verfolgte und ermordete 1993 drei Frauen inner- und außerhalb Melbournes in einem dreiwöchigen Zeitraum. Zum Zeitpunkt der Taten war er 21 Jahre alt. Im Polizeiverhör gab Denyer als Motiv für die Verbrechen allgemeinen Hass auf Frauen an.